# JAPW Heavyweight Championship
Il JAPW Heavyweight Championship è il principale titolo della Jersey All Pro Wrestling. Il titolo è stato creato nel 1997 ed è ancora attivo.

## Albo d'oro
| Wrestler           | Regno | Data              | Luogo        | Note |
| ------------------ | ----- | ----------------- | ------------ | --- |
| Joe Rules          | 1     | 31 ottobre 1997   | Bayonne      | Eliminò per ultimo Pitbull numero 2 in una 20-man battle royal, diventando il primo campione.                                                                   |
| Pitbull 2          | 1     | 31 ottobre 1997   | Bayonne      | |
| Vacante            |       | 5 dicembre 1997   | Bayonne      | Vacante in seguito all'infortunio di Pitbull. |
| 911                | 1     | 5 dicembre 1997   | Bayonne      | Sconfisse Patch vincendo il titolo vacante. |
| Don Montoya        | 1     | 25 agosto 1998    | North Bergen | |
| Lou Diamond        | 1     | 26 febbraio 1999  | Bayonne      | |
| 911                | 2     | 26 febbraio 1999  | Bayonne      | Diamond dette il titolo a 911 dopo averlo vinto. |
| Vacante            |       | 26 febbraio 1999  | Bayonne      | Titolo vacante dopo che Diamond dette il titolo a 911. |
| Lou Diamond        | 2     | 12 marzo 1999     | Bayonne      | Vinse una battle royal a 20 uomini. |
| Homicide           | 1     | 9 luglio 1999     | Bayonne      | |
| Chino Martinez     | 1     | 29 agosto 1999    | Secaucus     | |
| Lou Diamond        | 3     | 29 ottobre 1999   | Bayonne      | |
| Vacante            |       | 5 maggio 2000     |              | Privato del titolo per ragioni sconosciute. |
| Jason Knight       | 1     | 14 luglio 2000    | Sayreville   | Vinse una battle royal a 30 uomini. |
| Vacante            | 1     | 18 novembre 2000  | Philadelphia | Titolo vacante dopo che Knight lasciò la promotion. |
| Homicide           | 2     | 18 novembre 2000  | Philadelphia | Sconfisse Jay Lover vincendo il titolo. |
| Low Ki             | 1     | 7 luglio 2001     | Philadelphia | |
| Homicide           | 3     | 18 agosto 2001    | Philadelphia | In un triple treath match che includeva Low Ki e Xavier, detentore del JAPW Light Heavyweight Championship.                                                     |
| Dixie              | 1     | 2 agosto 2002     | Bayonne      | Sconfisse Homicide e Insane Dragon unificando il JAPW Heavyweight Championship, il JAPW New Jersey State Championship e il JAPW Light Heavyweight Championship. |
| Homicide           | 4     | 26 maggio 2002    |              | |
| Slyck Wagner Brown | 1     | 13 settembre 2002 | Bayonne      | |
| Homicide           | 5     | 20 settembre 2002 | Bayonne      | |
| Dan Maff           | 1     | 22 febbraio 2003  | Bayonne      | |
| Al Snow            | 1     | 2 agosto 2003     | Rahway       | |
| Jerry Lawler       | 1     | 8 novembre 2003   | Secaucus     | |
| Dan Maff           | 2     | 13 dicembre 2003  | Rahway       | Sconfisse Lawler e Shane Douglas in un triple treath. |
| Vacante            |       | 24 marzo 2005     |              | Vacante quando Maff lasciò la promotion. |
| Homicide           | 6     | 26 marzo 2005     | Philadelphia | Sconfisse Jay Lethal per il titolo vacante. |
| Jay Lethal         | 1     | 21 maggio 2005    | Braintree    | Sconfisse Homicide, Kevin Steen e Samoa Joe in un Fatal 4-Way.                                                                                                  |
| Rhino              | 1     | 7 gennaio 2006    | Rahway       | |
| Vacante            |       | 28 ottobre 2006   | Rahway       | Rhino venne privato del titolo per non essersi presentato a difenderlo.                                                                                         |
| Teddy Hart         | 1     | 28 ottobre 2006   | Rahway       | Sconfisse Low Ki, Homicide e Necro Butcher vincendo il titolo vacante.                                                                                          |
| Vacante            |       | 23 gennaio 2007   |              | Titolo vacante quando Hart venne licenziato dalla promotion. |
| Low Ki             | 2     | 17 marzo 2007     | Rahway       | Eliminò Rhino per ultimo in un 8-man Gauntlet Match. Gli altri partecipanti erano Chris Hero, Ruckus, Delirious, Davey Richards, EC Negro e Human Tornado.      |
| Homicide           | 7     | 27 ottobre 2007   | Rahway       | |
| Low Ki             | 3     | 27 ottobre 2007   | Rahway       | Schienò Homicide in un match di coppia nel quale chiunque avesse schienato Homicide sarebbe diventato il nuovo campione.                                        |
| Kenny Omega        | 1     | 8 marzo 2008      | Jersey City  | |
| Jay Lethal         | 2     | 28 febbraio 2009  | Jersey City  | |
| Dan Maff           | 3     | 27 giugno 2009    | Jersey City  | |
| Brodie Lee         | 1     | 20 novembre 2010  | Rahway       | Lee schienò Maff in un Championship Scramble a 4 uomini che includeva anche Nick Cage e Azrieal.                                                                |
| Vacante            |       | 30 dicembre 2011  |              | Titolo vacante poiché Lee non appariva nella federazione da più di nove mesi.                                                                                   |
| Dan Maff           | 4     | 14 aprile 2012    | Rahway       | Sconfiggendo Low Ki. |